# Sanctuaire à répit
Manifestation de la religion populaire, le sanctuaire à répit est un type de lieu saint rencontré en pays de tradition catholique. Selon la croyance populaire en certaines provinces, le « répit » est, chez un enfant mort-né, un retour temporaire à la vie le temps de lui conférer le baptême avant la mort définitive. Ayant été baptisé, l’enfant pourra de ce fait entrer en paradis au lieu d’errer éternellement dans les limbes où il serait privé de la vision de Dieu. Le répit n’est possible qu’en certains sanctuaires, le plus souvent consacrés à la Vierge dont l’intercession est nécessaire pour obtenir un miracle. 

## Répartition géographique et religieuse des sanctuaires à répit
Les sanctuaires à répit ont fonctionné de la fin du XIIIe siècle à la Première Guerre mondiale en Europe occidentale[réf. souhaitée]. Il en a été comptabilisé 277 en France, 56 en Belgique, 14 en Allemagne du Sud, 38 en Autriche, 30 en Suisse, 42 en Val d’Aoste et Piémont. La Réforme ayant condamné cette pratique, cela explique l'absence totale de ces sanctuaires en pays protestant. 
Alors que le dogme catholique du baptême demeure le même qu'ailleurs, la France occidentale ne connaît pas le répit (sauf à Sainte-Anne-d'Auray ou Saint-Martial de Limoges ou Saint jean de Côle  en Dordogne), tout comme la péninsule Ibérique et une grande partie de l'Italie. Jacques Gélis explique cet état de fait par la pratique d'autres rites, comme celui du « baptême sur le pont » qui était en usage en Galice. Des femmes enceintes, qui avaient une grossesse à risque, se retrouvaient, à minuit, sur un pont, au pied d'une croix pour y être ondoyées d'eau bénite.

## La pratique du répit
« Les croyances religieuses jusqu'au XIXe siècle, permettent de donner une signification positive à la perte d'un enfant. Si Dieu choisit parfois de reprendre l'enfant, dès l’âge le plus tendre, c’est paradoxalement pour son bien, parce qu’il veut en faire un saint » explique l'historienne Marie-France Morel. Car, expliquait-on, tout enfant baptisé avant sept ans n'avait pas péché et son âme allait directement au ciel. Devenu un ange proche de Dieu, il pouvait alors assurer le salut de ses parents. L'Église avalisait cette croyance. La mort d'un enfant était un gage d’espérance célébré par des chants d'action de grâces. Dans le rituel pas de noir, mais du blanc, pas de glas, mais un carillon joyeux. Il en va tout autrement lorsque la mort surprenait le petit qui n'avait pas reçu le baptême. 
« Si la sérénité finit par gagner peu à peu les familles qui ont perdu un tout-petit après le baptême, il n’en est pas de même pour celles qui n’ont pas pu le baptiser. Sans baptême, les petits morts qui n’ont pas reçu de nom, ni de parents spirituels, ne sont intégrés ni à la communauté des morts ni à celle des vivants. Leur corps ne peut être enterré dans le cimetière paroissial en terre consacrée ; ils sont inhumés n'importe où, comme des animaux, au pire dans un champ où leur corps servira à « engraisser les choux », au mieux dans le jardin familial ou dans un coin non consacré du cimetière. Comme celles des disparus en mer, des suicidés et des assassinés, leurs âmes, insatisfaites, ne peuvent trouver de repos : elles errent autour des vivants qu'elles reviennent sans cesse tourmenter. ». 

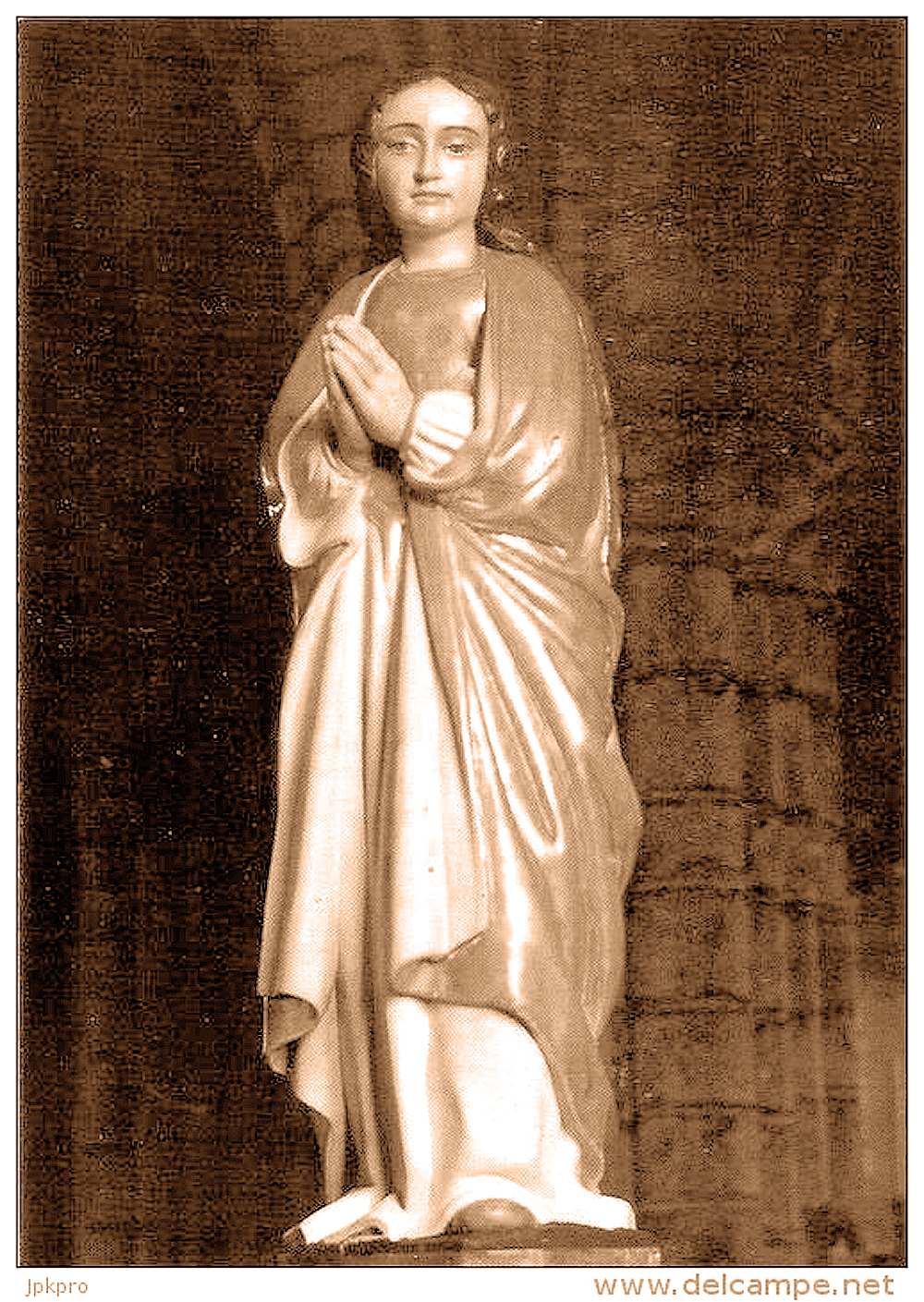
Notre-Dame de la Bonne Nouvelle, vierge miraculeuse de Montaigut.

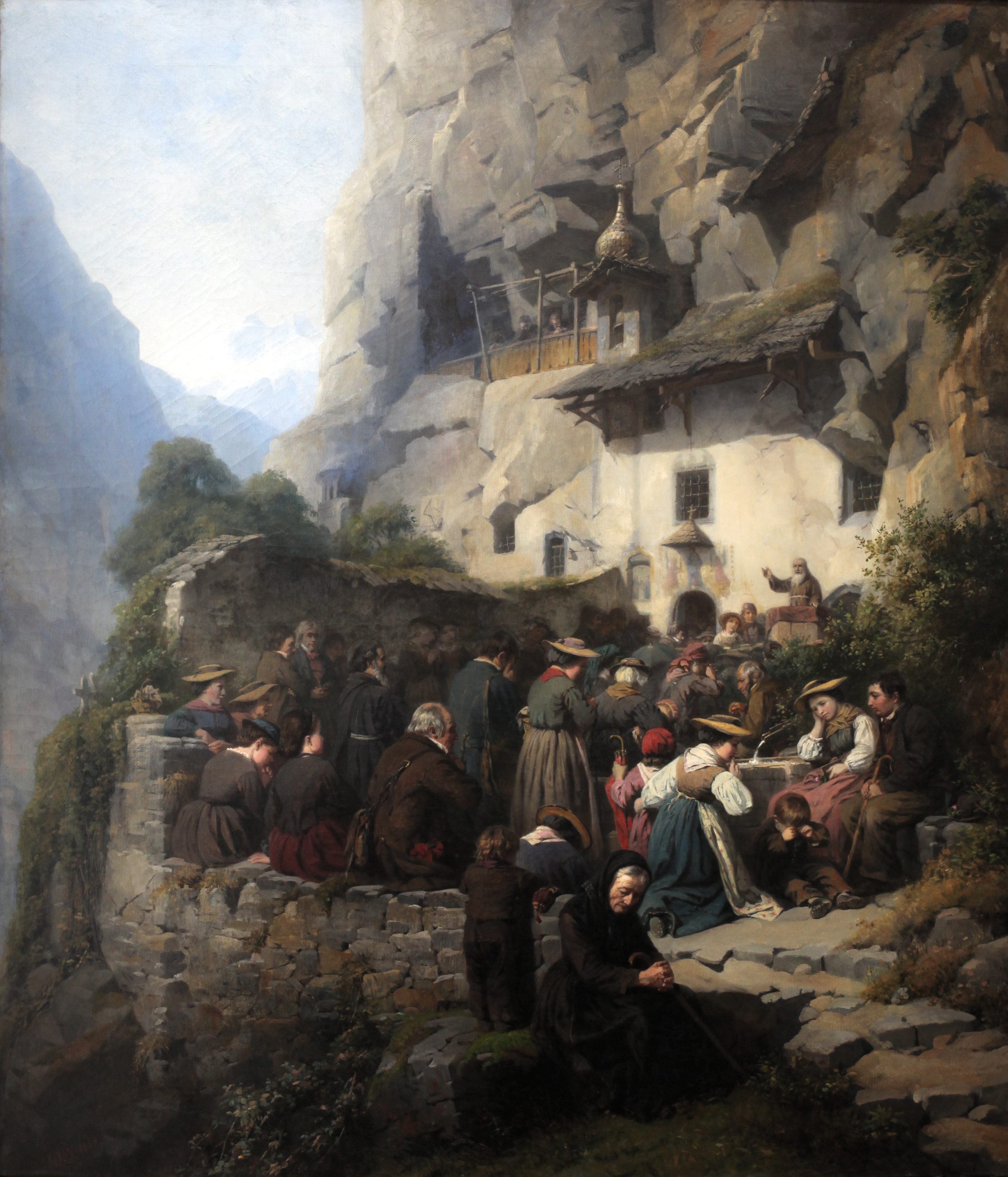
Pèlerinage à Longeborgne (Valais), en 1868.

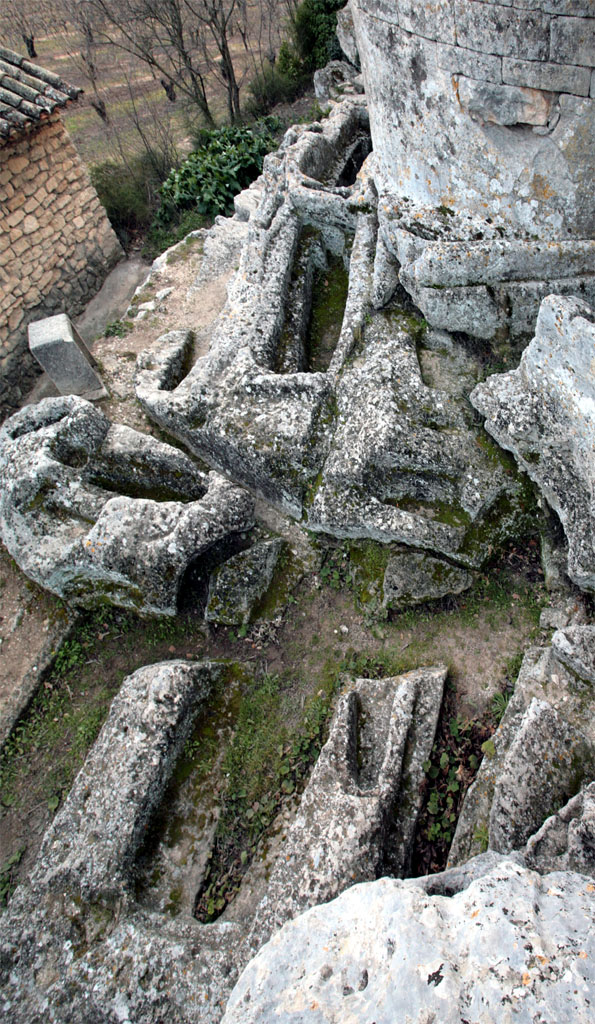
Nécropole rupestre pour les enfants morts après suscitation à l'église Saint-Pantaléon (Vaucluse).

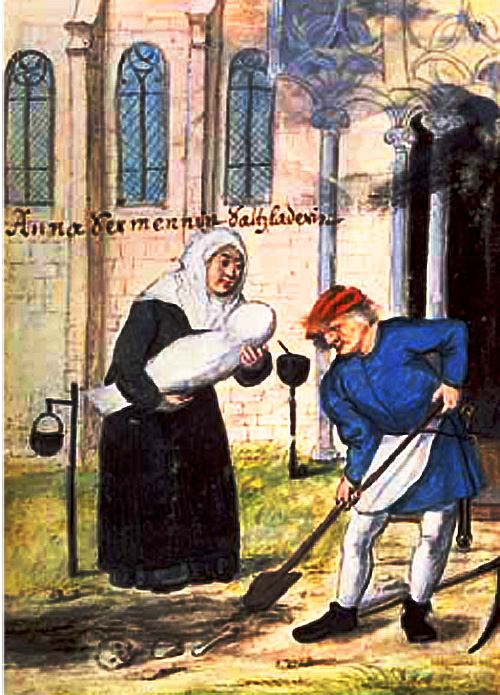
Enterrement d’un nouveau-né près d'un sanctuaire à répit, miniature du XVe siècle.

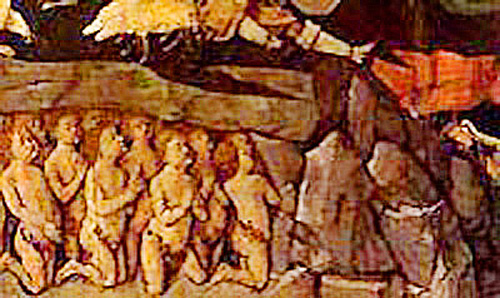
Enguerrand Quarton : rare représentation du limbus puerorum (limbe des enfants) dans le Couronnement de la Vierge (1454).

Au chagrin de perdre un enfant s'ajoutait pour les parents l'impossibilité de le faire baptiser. Ce refus du baptême était grave puisqu'il condamnait le petit mort aux Limbes et l'interdiction de le faire inhumer dans le cimetière paroissial. Les Limbes étaient ce lieu intermédiaire entre le Purgatoire et le Paradis inventé par les théologiens au XIIIe siècle.
Les supplications de la mère poussaient des proches, accompagnés d'un parrain et d'une marraine, à transporter le petit cadavre jusqu'à un sanctuaire à répit. L'enfant mort-né était souvent apporté dans les heures suivant l’accouchement. Arrivé au sanctuaire, le corps du bébé était exposé sur un autel, le plus souvent celui de la Vierge qui permettait la « ressuscitation » de l'enfant. Dès lors, des prières ferventes étaient psalmodiées par tous les assistants, auxquels se joignent généralement un ou plusieurs prêtres attachés au sanctuaire. Tout le temps de l’exposition, l'assistance guettait un signe de vie : un épanchement, une chaleur, une couleur vermeille qui montait au visage (notamment aux joues ou aux lèvres), un membre ou la poitrine qui semblait bouger,. Quelquefois, on plaçait une plume sur les lèvres du bébé et le mouvement de l'air provoqué par la chaleur des cierges laissait croire qu'il se mettait à respirer. Matrones ou médecins, en qui le curé avait confiance, pouvaient être invités à témoigner de la réalité de ces signes de vie que les assistants prétendaient reconnaître alors qu'ils correspondaient souvent à une réalité clinique (signes post-mortem chez l'enfant mort-né : disparition de la rigidité cadavérique, méconium inondé de bile qui est pris pour du sang…). Si l'un de ces événements survenait, le répit ne durant que quelques minutes, l'enfant était immédiatement baptisé par un des prêtres présents et l'enfant, devenu chrétien, entrait dans le sein de l'Église.
La mort définitive survenait peu après, mais l'assistance était soulagée : l’âme de l’enfant, sortie du limbus puerorum, était désormais en paradis. L'ensevelissement du corps, après cette « seconde mort », reste moins détaillé car les sources sont fort discrètes sur ce point. Après que le curé du lieu ait consigné le miracle dans ses registres, il était enterré en général sur place. À Avioth et à l'église Saint-Pantaléon (Vaucluse), par exemple, un coin particulier du cimetière était consacré aux enfants ayant bénéficié d’un répit.
Le premier sanctuaire à répit semble avoir été celui de Blandy-les-Tours où les archéologues ont découvert autour du chevet d'une chapelle anonyme qui se situait à l’emplacement de l'actuel château plus de 70 tombes de fœtus et de nouveau-nés datées du Xe au XIIIe siècle. Comme à l'église de Kintzheim, au moment d'un baptême, les parents enterraient le petit corps sous le chéneau de la gouttière,, l'eau de pluie étant censée le baptiser. Quant à la première manifestation reconnue, elle date de 1387, et eut lieu à Avignon, sur le tombeau du cardinal Pierre de Luxembourg. Les archives des sanctuaires à répit les plus célèbres ont conservé des centaines de témoignages de ces faits jugés miraculeux, consignés par des prêtres : 459 cas à Faverney, de 1569 à 1593 ; 138 cas entre 1573 et 1625 à Notre-Dame d'Avioth ; 336 entre 1666 et 1673 dans la chapelle Notre-Dame de Beauvoir, à Moustiers-Sainte-Marie, le chiffre descendit à 63 enfants à Notre-Dame du Noyer à Cuiseaux, entre 1702 et 1867, quand l'attitude de l'Église s'assouplit. 
Les fouilles archéologiques apportent des renseignements inédits. Selon l'évêque de Constance Otto von Sonnenberg (1450-1491), qui n'était pas favorable au répit, plus de 2 000 petits défunts furent amenés à Oberbüren, près de Berne. Ce sanctuaire ayant été rasé de 1528 à 1532, après le passage des Bernois protestants, cela a permis aux archéologues de faire, dans le cimetière qui jouxtait l'église, des fouilles de 1992-1997. Ils exhumèrent seulement 250 squelettes d'enfant mesurant entre 15 et 47 centimètres et purent dresser une statistique des âges des mort-nés, un tiers étaient des prématurés ou des avortons. 
Il ne semble pas qu’il y ait eu supercherie ou hallucination collective dans ces récits, mais interprétation erronée de phénomènes physiques dus au processus de décomposition des petits cadavres bien étudié par la médecine légale du XIXe siècle : ramollissement, coloration, saignements, bruit des viscères. Pour les témoins, quelque chose d’extraordinaire se produisait.

## Quelques sanctuaires à répit

### Alsace
| Sanctuaire à répit                                            | Département | Commune   | Géolocalisation             | Monument historique                   | Illustration |
| ------------------------------------------------------------- | ----------- | --------- | --------------------------- | ------------------------------------- | ------------ |
| Collégiale Saint-Thiébaut                                     | Haut-Rhin   | Thann     | 47° 48′ 40″ N, 7° 06′ 06″ E | Classé MH (1841, ancienne collégiale) |              |
| Ancienne église Saint-Maurice aujourd'hui église Saint-Martin | Bas-Rhin    | Kintzheim | 48° 15′ 18″ N, 7° 23′ 49″ E |                                       |              |

### Auvergne
| Sanctuaire à répit                                        | Département | Commune                  | Géolocalisation             | Monument historique                                 | Illustration |
| --------------------------------------------------------- | ----------- | ------------------------ | --------------------------- | --------------------------------------------------- | ------------ |
| Notre-Dame de Layre dite des Sept Douleurs                | Puy-de-Dôme | Ambert                   | 45° 33′ 01″ N, 3° 44′ 33″ E |                                                     |              |
| Tombeau du Père Gachon à la chapelle de l'hôpital         | Puy-de-Dôme | Ambert                   | 45° 32′ 56″ N, 3° 44′ 35″ E |                                                     |              |
| Notre-Dame d'Arfeuilles                                   | Allier      | Arfeuilles               | 46° 09′ 25″ N, 3° 43′ 42″ E |                                                     |              |
| Notre-Dame-de-la-Faye                                     | Haute-Loire | Aurec-sur-Loire          | 45° 22′ 12″ N, 4° 12′ 09″ E |                                                     |              |
| Notre-Dame de Vassivière                                  | Puy-de-Dôme | Besse-et-Saint-Anastaise | 45° 17′ 50″ N, 2° 30′ 35″ E |                                                     |              |
| Notre-Dame de la Fontsainte                               | Puy-de-Dôme | Égliseneuve-d'Entraigues | 45° 24′ 29″ N, 2° 49′ 41″ E |                                                     |              |
| Notre-Dame de Banelle                                     | Allier      | Escurolles               | 46° 08′ 39″ N, 3° 15′ 58″ E |                                                     |              |
| Oratoire de Notre-Dame-de-Bel-Air                         | Puy-de-Dôme | Fournols                 | 45° 31′ 05″ N, 3° 35′ 21″ E |                                                     |              |
| Notre-Dame Trouvée                                        | Haute-Loire | Lavoûte-Chilhac          | 45° 08′ 57″ N, 3° 24′ 15″ E |                                                     |              |
| Notre-Dame du Puy cathédrale Notre-Dame-de-l'Annonciation | Haute-Loire | Le Puy-en-Velay          | 45° 02′ 44″ N, 3° 53′ 05″ E | Classée MH (1862) · Patrimoine mondial (1998)       |              |
| Notre-Dame de La Roche                                    | Puy-de-Dôme | Mayres                   | 45° 23′ 21″ N, 3° 41′ 45″ E |                                                     |              |
| Notre-Dame-de-la-Bonne-Nouvelle                           | Puy-de-Dôme | Montaigut                | 46° 10′ 48″ N, 2° 48′ 34″ E |                                                     |              |
| Basilique Notre-Dame d'Orcival dite Notre-Dame des Fers   | Puy-de-Dôme | Orcival                  | 45° 40′ 59″ N, 2° 50′ 29″ E | Classé MH (1840)                                    |              |
| Abbaye Saint-Gilbert de Neuffontaines                     | Allier      | Saint-Didier-la-Forêt    | 46° 15′ 02″ N, 3° 19′ 56″ E | Classé MH (1969) · Inscrit MH (2001)                |              |
| Notre-Dame de Beaune-le-Chaud                             | Puy-de-Dôme | Saint-Genès-Champanelle  | 45° 43′ 13″ N, 3° 01′ 06″ E |                                                     |              |
| Prieuré Saint-Mayeul                                      | Allier      | Souvigny                 | 46° 32′ 08″ N, 3° 11′ 34″ E | Classé MH (1840, 1926, Église prieurale, bâtiments) |              |

### Bourgogne
| Sanctuaire à répit                                          | Département    | Commune               | Géolocalisation             | Monument historique     | Illustration |
| ----------------------------------------------------------- | -------------- | --------------------- | --------------------------- | ----------------------- | ------------ |
| Notre-Dame du Noyer                                         | Saône-et-Loire | Cuiseaux              | 46° 29′ 41″ N, 5° 23′ 19″ E |                         |              |
| Petite Notre-Dame de Saint-Bégnine Cathédrale Saint-Bénigne | Côte-d'Or      | Dijon                 | 47° 19′ 17″ N, 5° 02′ 04″ E | Classée MH (1846, 1862) |              |
| Notre-Dame                                                  | Saône-et-Loire | La Chaux              | 46° 49′ 44″ N, 5° 15′ 38″ E |                         |              |
| Notre-Dame-du-Chemin                                        | Côte-d'Or      | Ladoix-Serrigny       | 47° 04′ 01″ N, 4° 53′ 15″ E |                         |              |
| Notre-Dame-de-la-Roche-d'Hys                                | Côte-d'Or      | Massingy-lès-Vitteaux | 47° 23′ 59″ N, 4° 34′ 58″ E |                         |              |
| Église de Saint-Vit                                         | Saône-et-Loire | Mouthier-en-Bresse    | 46° 51′ 34″ N, 5° 23′ 20″ E |                         |              |
| Grotte de Notre-Dame de Romay                               | Saône-et-Loire | Paray-le-Monial       | 46° 27′ 09″ N, 4° 07′ 14″ E |                         |              |
| Abbatiale Notre-Dame-et-Saint-Edme                          | Yonne          | Pontigny              | 47° 54′ 34″ N, 3° 42′ 53″ E | Classé MH (1840)        |              |
| Sépulture de Magnance dans l'église de Sainte-Magnance      | Yonne          | Sainte-Magnance       | 47° 27′ 04″ N, 4° 04′ 43″ E |                         |              |
| Église Saint-Rémy                                           | Côte-d'Or      | Recey-sur-Ource       | 47° 46′ 51″ N, 4° 51′ 40″ E |                         |              |

### Centre
| Sanctuaire à répit           | Département  | Commune           | Géolocalisation             | Monument historique | Illustration |
| ---------------------------- | ------------ | ----------------- | --------------------------- | ------------------- | ------------ |
| Notre-Dame de Grâce          | Cher         | Charenton-du-Cher | 46° 43′ 50″ N, 2° 38′ 35″ E |                     |              |
| Chapelle Notre-Dame de Pitié | Loir-et-Cher | Salbris           | 47° 25′ 34″ N, 2° 03′ 10″ E |                     |              |

### Champagne-Ardenne
| Sanctuaire à répit               | Département | Commune     | Géolocalisation             | Monument historique | Illustration |
| -------------------------------- | ----------- | ----------- | --------------------------- | ------------------- | ------------ |
| Notre-Dame des Masmes            | Ardennes    | Buzancy     | 49° 25′ 37″ N, 4° 57′ 20″ E |                     |              |
| Chapelle du Saint-Lieu           | Ardennes    | Gespunsart  | 49° 49′ 20″ N, 4° 49′ 46″ E | Classé MH (1986)    |              |
| Église Notre Dame en sa Nativité | Haute-Marne | Fayl-Billot | 47° 46′ 58″ N, 5° 36′ 06″ E | Classé MH (1992)    |              |

### Franche-Comté
| Sanctuaire à répit                     | Département | Commune             | Géolocalisation             | Monument historique    | Illustration |
| -------------------------------------- | ----------- | ------------------- | --------------------------- | ---------------------- | ------------ |
| Notre-Dame de l'Isle                   | Jura        | Bletterans          | 46° 44′ 50″ N, 5° 27′ 18″ E |                        |              |
| Abbaye Notre-Dame                      | Haute-Saône | Faverney            | 47° 46′ 02″ N, 6° 06′ 25″ E | Classé MH (1846, 1996) |              |
| Église Saint-Martin                    | Haute-Saône | Faucogney-et-la-Mer | 47° 49′ 42″ N, 6° 33′ 35″ E | Inscrit MH (1944)      |              |
| Sanctuaire Notre-Dame de Mont-Roland   | Jura        | Jouhe               | 47° 07′ 26″ N, 5° 28′ 34″ E |                        |              |
| Notre-Dame des Bois, dite des Affligés | Jura        | Rahon               | 46° 59′ 15″ N, 5° 27′ 43″ E |                        |              |
| Notre-Dame du Haut                     | Haute-Saône | Ronchamp            | 47° 42′ 14″ N, 6° 37′ 16″ E |                        |              |

### Île-de-France
| Sanctuaire à répit   | Département    | Commune          | Géolocalisation             | Monument historique | Illustration |
| -------------------- | -------------- | ---------------- | --------------------------- | ------------------- | ------------ |
| Chapelle castrale    | Seine-et-Marne | Blandy-les-Tours | 48° 34′ 01″ N, 2° 46′ 58″ E |                     |              |
| Notre-Dame de Pringy | Seine-et-Marne | Pringy           | 48° 31′ 19″ N, 2° 33′ 35″ E |                     |              |

### Lorraine
| Sanctuaire à répit                                                              | Département        | Commune                   | Géolocalisation             | Monument historique | Illustration |
| ------------------------------------------------------------------------------- | ------------------ | ------------------------- | --------------------------- | ------------------- | ------------ |
| Basilique Notre-Dame                                                            | Meuse              | Avioth                    | 49° 34′ 00″ N, 5° 23′ 29″ E | Inscrit MH (1840)   |              |
| Notre-Dame-de-la-Brosse                                                         | Vosges             | Bains-les-Bains           | 48° 00′ 11″ N, 6° 15′ 51″ E |                     |              |
| Notre-Dame-du-Bois-Banny                                                        | Vosges             | Fontenoy-le-Château       |                             |                     |              |
| Collégiale de Notre-Dame des Vertus                                             | Meuse              | Ligny-en-Barrois          | 48° 41′ 23″ N, 5° 19′ 30″ E | Inscrit MH (1993)   |              |
| Notre-Dame-de-la-Bonne-Nouvelle chapelle démolie de la collégiale Saint-Georges | Meurthe-et-Moselle | Nancy                     | 48° 41′ 37″ N, 6° 11′ 05″ E |                     |              |
| Notre-Dame-de-Benoite-Vaux                                                      | Meuse              | Rambluzin-et-Benoite-Vaux | 48° 59′ 54″ N, 5° 20′ 09″ E |                     |              |
| Chapelle de la Mer du lac de la Maix                                            | Vosges             | Vexaincourt               | 48° 28′ 34″ N, 7° 04′ 30″ E |                     |              |

### Nord-Pas-de-Calais
| Sanctuaire à répit                                             | Département   | Commune           | Géolocalisation             | Monument historique | Illustration |
| -------------------------------------------------------------- | ------------- | ----------------- | --------------------------- | ------------------- | ------------ |
| Calvaire d'Arras dans la Cathédrale Notre-Dame-et-Saint-Vaast. | Pas-de-Calais | Arras             | 50° 17′ 35″ N, 2° 46′ 29″ E |                     |              |
| Notre-Dame-de-Boulogne                                         | Pas-de-Calais | Boulogne-sur-Mer  | 50° 43′ 34″ N, 1° 36′ 54″ E | Classée MH (1982)   |              |
| Chapelle Notre-Dame de Grâce et des Trois-Vierges              | Nord          | Caëstre           | 50° 45′ 29″ N, 2° 36′ 18″ E |                     |              |
| Église de la Nativité-de-Notre-Dame                            | Nord          | Fournes-en-Weppes | 50° 35′ 09″ N, 2° 53′ 24″ E |                     |              |
| Notre-Dame de Grâces de l'abbatiale de Saint-Saulve            | Pas-de-Calais | Montreuil         | 50° 27′ 53″ N, 1° 45′ 47″ E | Inscrit MH (1992)   |              |

### Picardie
| Sanctuaire à répit                                                                                      | Département | Commune           | Géolocalisation             | Monument historique | Illustration |
| --- | ----------- | ----------------- | --------------------------- | ------------------- | ------------ |
| Cathédrale Notre-Dame chapelle Notre-Dame de Foy, retable de l'Annonciation par Nicolas Blasset, 1655 . | Somme       | Amiens            | 49° 53′ 40″ N, 2° 18′ 07″ E |                     |              |
| Basilique Notre-Dame statue de Vierge noire                                                             | Aisne       | Liesse-Notre-Dame | 49° 36′ 36″ N, 3° 48′ 18″ E |                     |              |

### Provence-Alpes-Côte d'Azur
| Sanctuaire à répit                                     | Département             | Commune                | Géolocalisation             | Monument historique                  | Illustration |
| ------------------------------------------------------ | ----------------------- | ---------------------- | --------------------------- | ------------------------------------ | ------------ |
| Couvent des Servites de l'Annonciade, édifice détruit  | Bouches-du-Rhône        | Aix-en-Provence        | 43° 31′ 52″ N, 5° 27′ 14″ E |                                      |              |
| Église des Célestins tombeau de Pierre de Luxembourg   | Vaucluse                | Avignon                | 43° 56′ 39″ N, 4° 48′ 29″ E | Classé MH (1914)                     |              |
| Chapelle Saint-Jean                                    | Hautes-Alpes            | L'Argentière-la-Bessée | 44° 47′ 43″ N, 6° 33′ 36″ E | Inscrit MH (1886)                    |              |
| Notre-Dame de Nazareth, dite Notre-Dame-la-Brune       | Vaucluse                | Le Barroux             | 44° 08′ 13″ N, 5° 05′ 58″ E | Inscrit MH (1920) · Classé MH (1963) |              |
| Notre-Dame de la Roquette, dite Notre-Dame des Spasmes | Var                     | Le Muy                 | 43° 28′ 25″ N, 6° 34′ 00″ E |                                      |              |
| Chapelle Saint-Ours                                    | Alpes-de-Haute-Provence | Meyronnes              | 44° 28′ 38″ N, 6° 48′ 00″ E |                                      |              |
| Chapelle Notre-Dame-de-Vie                             | Alpes-Maritimes         | Mougins                | 43° 35′ 43″ N, 7° 00′ 20″ E | Inscrit MH (1927)                    |              |
| Chapelle Notre-Dame de Beauvoir                        | Alpes-de-Haute-Provence | Moustiers-Sainte-Marie | 43° 50′ 54″ N, 6° 13′ 19″ E | Inscrit MH (1921)                    |              |
| Notre-Dame de l'Ortiguière                             | Alpes-de-Haute-Provence | Revest-du-Bion         | 44° 04′ 17″ N, 5° 32′ 05″ E |                                      |              |
| Notre-Dame des Langes, dite Notre-Dame des Faisses,    | Hautes-Alpes            | Ribiers                | 44° 13′ 55″ N, 5° 51′ 26″ E |                                      |              |
| Église Saint-Pantaléon                                 | Vaucluse                | Saint-Pantaléon        | 43° 52′ 56″ N, 5° 12′ 51″ E | Classé MH (1907)                     |              |
| Notre-Dame-de-Vie.                                     | Vaucluse                | Venasque               | 43° 59′ 49″ N, 5° 08′ 50″ E |                                      |              |

### Rhône-Alpes
| Sanctuaire à répit                                                                                       | Département         | Commune                                       | Géolocalisation             | Monument historique | Illustration |
| --- | ------------------- | --------------------------------------------- | --------------------------- | ------------------- | ------------ |
| Tombeau de saint François de Sales                                                                       | Haute-Savoie        | Annecy                                        | 45° 54′ 58″ N, 6° 07′ 59″ E |                     |              |
| Notre-Dame-des-Grâces                                                                                    | Savoie              | Bessans                                       | 45° 19′ N, 7° 00′ E         |                     |              |
| Notre Dame de la Délivrance                                                                              | Savoie              | Bramans                                       | 45° 13′ 28″ N, 6° 46′ 35″ E |                     |              |
| Notre-Dame de Nazareth                                                                                   | Drôme               | Buis-les-Baronnies,                           | 44° 16′ 35″ N, 5° 16′ 31″ E |                     |              |
| Chapelle du Mont-Provent, dite Notre-Dame de la Visitation                                               | Haute-Savoie        | Châtillon-sur-Cluses                          | 46° 05′ 16″ N, 6° 34′ 59″ E |                     |              |
| Chapelle Notre-Dame-de-Beaumont                                                                          | Ain                 | La Chapelle-du-Châtelard                      | 46° 04′ 10″ N, 5° 01′ 27″ E | Inscrit MH (1979)   |              |
| Notre-Dame de Charmaix                                                                                   | Savoie              | Modane                                        | 45° 12′ 08″ N, 6° 40′ 25″ E |                     |              |
| Chapelle Notre-Dame de Beaurevert                                                                        | Savoie              | Montaimont                                    | 45° 13′ 44″ N, 6° 11′ 41″ E | Classé MH (1987)    |              |
| Chapelle Notre-Dame de Pitié de la cathédrale Saint-Pierre                                               | Savoie              | Moûtiers                                      | 45° 29′ 09″ N, 6° 32′ 04″ E | Classée MH (1862)   |              |
| Chapelle de la Bonne Nouvelle                                                                            | Savoie              | Saint-Jean-de-Maurienne                       | 45° 16′ 22″ N, 6° 20′ 54″ E |                     |              |
| Chapelle de Notre-Dame-de-la-Vie                                                                         | Savoie              | Saint-Martin-de-Belleville                    | 45° 22′ 23″ N, 6° 30′ 24″ E | Inscrit MH (1949)   |              |
| Notre-Dame du Rhône sur le pont de la Vierge noire, enjambant le Rhône                                   | Ain et Haute-Savoie | entre Seyssel (Ain) et Seyssel (Haute-Savoie) | 45° 57′ 31″ N, 5° 49′ 58″ E |                     |              |
| Notre-Dame de la Visitation, dite Notre-Dame-du-Poivre                                                   | Savoie              | Termignon                                     | 45° 16′ 42″ N, 6° 49′ 04″ E | Classé MH (1987)    |              |
| Chapelle de l'Hôtel-Dieu                                                                                 | Isère               | Tullins                                       | 45° 17′ 54″ N, 5° 29′ 01″ E |                     |              |
| Tombeau de Dame Philippe de Chantemilan dans le cloitre détruit de la cathédrale Saint-Maurice de Vienne | Isère               | Vienne                                        | 45° 31′ 27″ N, 4° 52′ 23″ E |                     |              |

### Ouest de la France
| Sanctuaire à répit | Département    | Commune             | Géolocalisation             | Monument historique | Illustration |
| --- | -------------- | ------------------- | --------------------------- | ------------------- | ------------ |
| Abbaye Notre-Dame | Orne           | Almenêches          | 48° 24′ 54″ N, 0° 38′ 22″ E | Inscrit MH (1948)   |              |
| Chapelle Notre-Dame de la Consolation, dite Notre-Dame de Pitié, ou Notre-Dame des Flots, ou Notre-Dame de Bon-Secours, dans l'église Saint-Martin | Seine-Maritime | Harfleur            | 49° 30′ 25″ N, 0° 12′ 00″ E | Classé MH (1992)    |              |
| Abbaye Saint-Martial | Haute-Vienne   | Limoges             | 45° 51′ 00″ N, 1° 15′ 00″ E | Classé MH (1966)    |              |
| Basilique Sainte-Anne | Morbihan       | Sainte-Anne-d'Auray | 47° 42′ 15″ N, 2° 57′ 10″ O | Classé MH (1992)    |              |

### Belgique
| Sanctuaire à répit                                            | Province                        | Commune                     | Géolocalisation             | Monument historique | Illustration |
| ------------------------------------------------------------- | ------------------------------- | --------------------------- | --------------------------- | ------------------- | ------------ |
| Église Notre-Dame                                             | Province du Brabant flamand     | Alsemberg                   | 50° 44′ 00″ N, 4° 19′ 00″ E |                     |              |
| Notre-Dame-de-la-Fontaine                                     | Province de Hainaut             | Chièvres                    | 50° 35′ 16″ N, 3° 48′ 26″ E |                     |              |
| Statue de Notre-Dame, Basilique Saint-Martin                  | Province du Brabant flamand     | Hal                         | 50° 44′ 28″ N, 4° 13′ 57″ E |                     |              |
| Notre-Dame-aux-Bois                                           | Province de Hainaut             | Houdeng-Gœgnies La Louvière | 50° 28′ 17″ N, 4° 07′ 36″ E |                     |              |
| Chapelle du Monument                                          | Province de Luxembourg          | Marche-en-Famenne           | 50° 13′ 39″ N, 5° 20′ 40″ E |                     |              |
| Notre-Dame du Rosaire.                                        | Province de Liège               | Moha                        | 50° 33′ 00″ N, 5° 37′ 00″ E |                     |              |
| Église Notre-Dame.                                            | Province de Flandre-Occidentale | Poperinge                   | 50° 51′ 00″ N, 2° 37′ 00″ E |                     |              |
| Notre-Dame des Récollets en l'église Notre-Dame-des-Récollets | Province de Liège               | Verviers                    | 50° 35′ 00″ N, 5° 52′ 00″ E |                     |              |
| Notre-Dame de la Sarte en l'église Notre-Dame-de-la-Sarte     | Province de Liège               | Huy                         |                             |                     |              |
| Chapelle du Bonlieu                                           | Province de Luxembourg          | Virton                      | 49° 34′ 06″ N, 5° 31′ 57″ E |                     |              |

### Italie
| Sanctuaire à répit                          | Province          | Commune           | Géolocalisation             | Monument historique | Illustration |
| ------------------------------------------- | ----------------- | ----------------- | --------------------------- | ------------------- | ------------ |
| Sanctuaire de Notre-Dame du Pont            | Province de Turin | Suse              | 45° 08′ 00″ N, 7° 03′ 00″ E |                     |              |
| Chapelle de la Vigne                        | Province de Turin | Villar Focchiardo | 45° 07′ 00″ N, 7° 14′ 00″ E |                     |              |
| Église Saint-Pantaléon à la Tour du Villair | Vallée d'Aoste    | Valpelline        | 45° 50′ 00″ N, 7° 20′ 00″ E |                     |              |

### Suisse
| Sanctuaire à répit                                         | Canton             | Commune    | Géolocalisation             | Monument historique | Illustration |
| ---------------------------------------------------------- | ------------------ | ---------- | --------------------------- | ------------------- | ------------ |
| Notre-Dame de Longeborgne                                  | Canton du Valais   | Bramois    | 46° 07′ 57″ N, 7° 14′ 36″ E |                     |              |
| Église Saint-Maurice-et-Saint-Pancrace                     | Canton de Vaud     | Châtillens | 46° 34′ 08″ N, 6° 48′ 54″ E |                     |              |
| Notre-Dame de Bourguillon ou de la Colline,.               | Canton de Fribourg | Fribourg   | 46° 48′ 22″ N, 7° 09′ 46″ E |                     |              |
| Église Notre-Dame de Tours                                 | Canton de Fribourg | Montagny   | 46° 48′ 38″ N, 6° 59′ 32″ E |                     |              |
| Image de Notre-Dame église des Augustins, édifice disparu. | Canton de Genève   | Genève     | 46° 12′ 00″ N, 6° 09′ 00″ E |                     |              |

## En Savoie et en Haute-Provence: deux sanctuaires à répit
Même la solution des limbes (limbus puerorum) devint insupportable puisque l'innocent ne pourrait jamais entrer en paradis. De plus le clergé rigoriste refusant aux mort-nés d'être baptisés ou enterrés en terre consacrée rendait nécessaire le recours à ces sanctuaires à répit. En certains lieux furent retrouvées les traces et le souvenir de cultes agro-pastoraux préchrétiens : sanctuaires antiques à proximité de sources, de pierres ou d'arbres, où l'on découvrait une statue, le plus souvent une Vierge noire, de mystérieuses sculptures ou une antique divinité.
À Saint-Martin-de-Belleville, une ancienne déesse de pierre était liée à une source sacrée. Remontant au néolithique, elle drainait vers elle, depuis des siècles, des milliers de gens sont venus là pour boire ses eaux, faire des ablutions, et demander guérison et autres bienfaits. Elle dut être christianisée sous le vocable de Notre-Dame-de-la-Vie. Il n'en fallut pas plus pour que l'antique lieu de culte devint, à la fin du Moyen Âge, un sanctuaire à répit. Ce fut au cours des années 1600 que cette pratique culmina, comme l'attestent les procès-verbaux. Un témoignage de 1664 dit que le curé a déclaré que le bébé a été vu en train d'ouvrir sa bouche et son poing et que cela a permis de le baptiser en prononçant la formule Si vous êtes en vie, je vous baptise.
Mais le clergé, assez réticent face à de telles pratiques, déplaça la déesse de sa position d'origine pour l'intégrer dans le mur de fondation de la plus récente des chapelles. Ce qui n'empêcha point la Dame de la vie à continuer de recevoir les dévotions des Savoyards. Son culte culmina jusqu'au XVIIIe siècle. Dans cette période, des dizaines de peintures murales ont été peintes dans la chapelle illustrant des histoires de guérisons miraculeuses de Notre-Dame-de-la-Vie. Un témoin oculaire de 1930 décrit l'un des pèlerinages annuels au sanctuaire. Il a vu les femmes mettre des draps propres à tremper dans l'eau et éponger leurs visages, les yeux et les seins. Il est à souligner que dans plusieurs sanctuaires, et jusqu'au XIXe siècle, il était pratiqué des bains rituels puisqu'on plaçait le corps de l'enfant sous le jet d'une fontaine ; parfois même il était plongé plusieurs fois dans l'eau glacée de la source recueillie dans une vasque ou un bassin comme à Frôlois ou à Venasque. Mais les autorités ecclésiastiques durent attendre 1960, pour enlever définitivement l'antique statue de sa place et la mettre à l'abri des dévotions dans une galerie couverte et fermée de l'église. 
La chapelle provençale de Notre-Dame de l'Ortiguière, située sur le plateau d'Albion, entre la montagne de Lure et le mont Ventoux, est devenue un sanctuaire à répit plus tardivement. Rattachée à la paroisse du Revest-du-Bion, elle est mentionnée, pour la première fois en 1274, sous le vocable de ecclesia beatae Mariae de Silva in Albione, soit Notre-Dame-de-la forêt-d'Albion. Elle fut détruite en 1392 par les bandes armées de Raymond de Turenne qui ne laissèrent rien subsister de la chapelle primitive. La chapelle fut reconstruite en 1665 à la suite de la découverte dans les orties qui envahissaient ses ruines, d'une statue de Vierge noire rayonnante de lumière. C'est de là que viendrait le nom de l'Ortiguière. Dans ce sanctuaire furent réutilisées dans le chœur quatre consoles en forme de têtes d’atlante de la chapelle primitive. « Ces quatre têtes sont d'une diversité technique et d'une richesse symbolique tout à fait remarquables, » d'autant qu'il est à souligner que leurs thèmes se rattachent à la mythologie scandinave, « cas unique et inexplicable en pays méditerranéen. ». 

Chapiteaux sculptés en forme de têtes humaines se rattachant à la mythologie scandinave
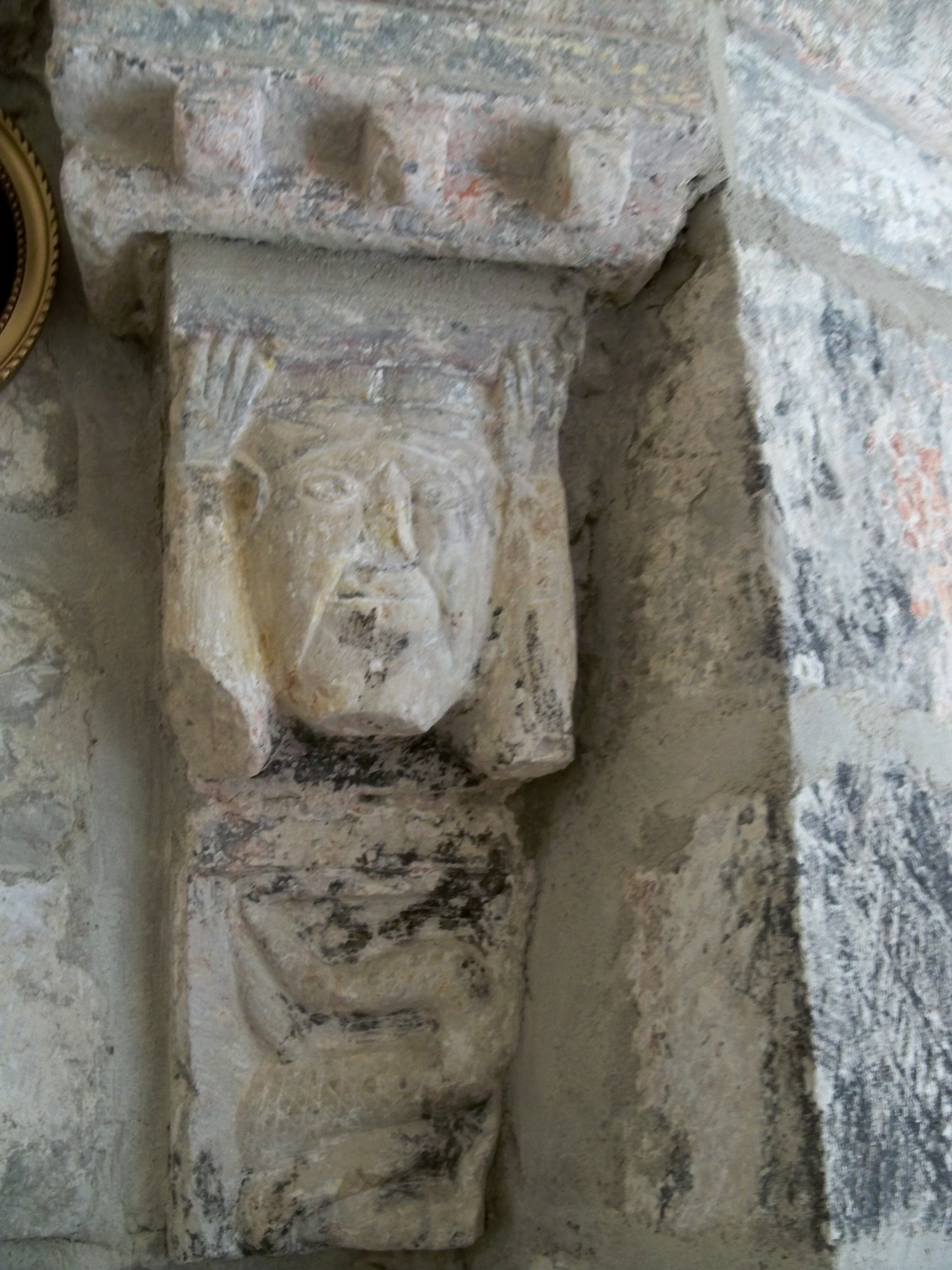
Paysan, vêtu d'un bliaud, enfonçant un épieu dans la gueule d'un énorme dragon
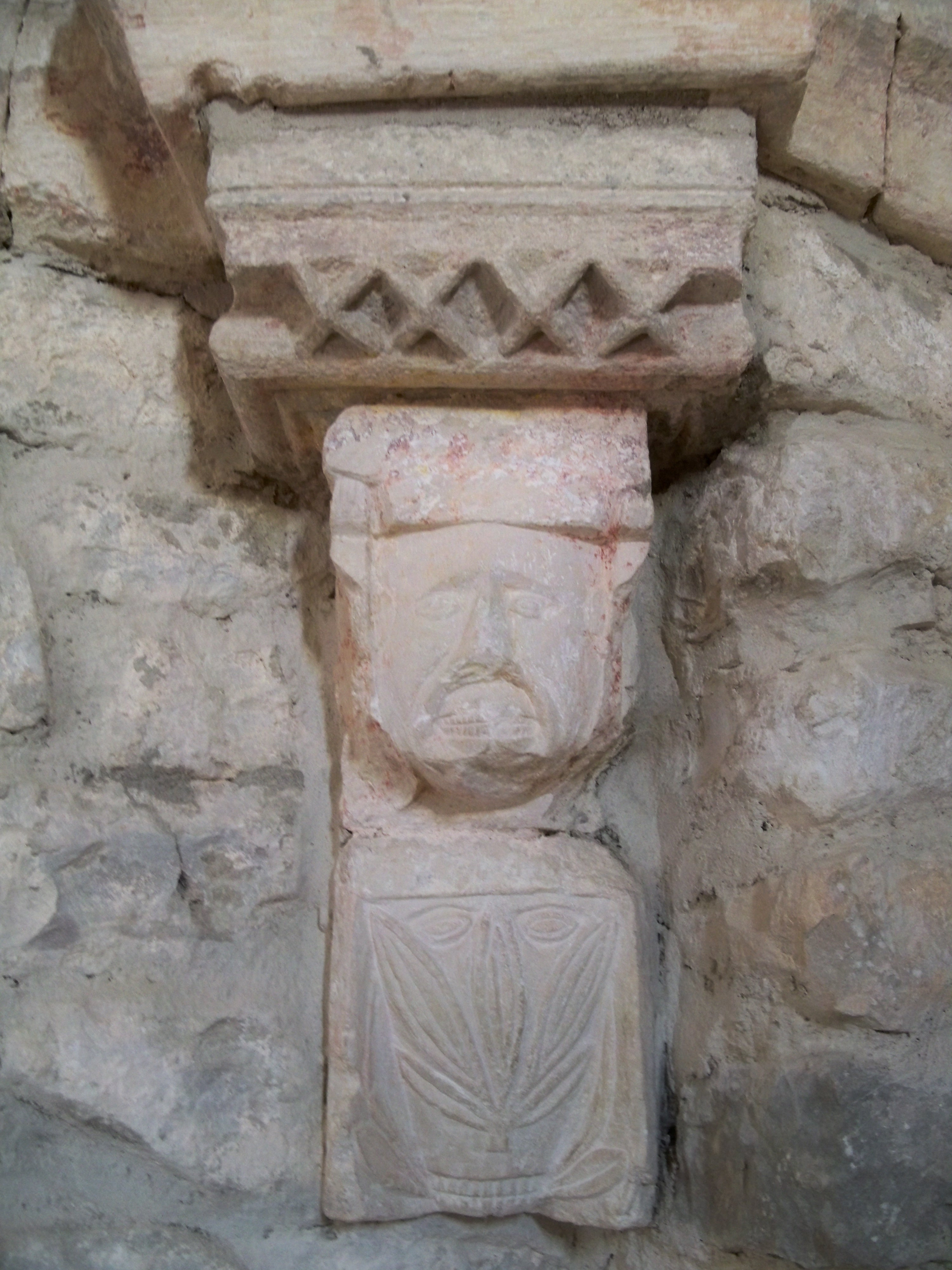
Face humaine crispée provenant d'une métamorphose végétale
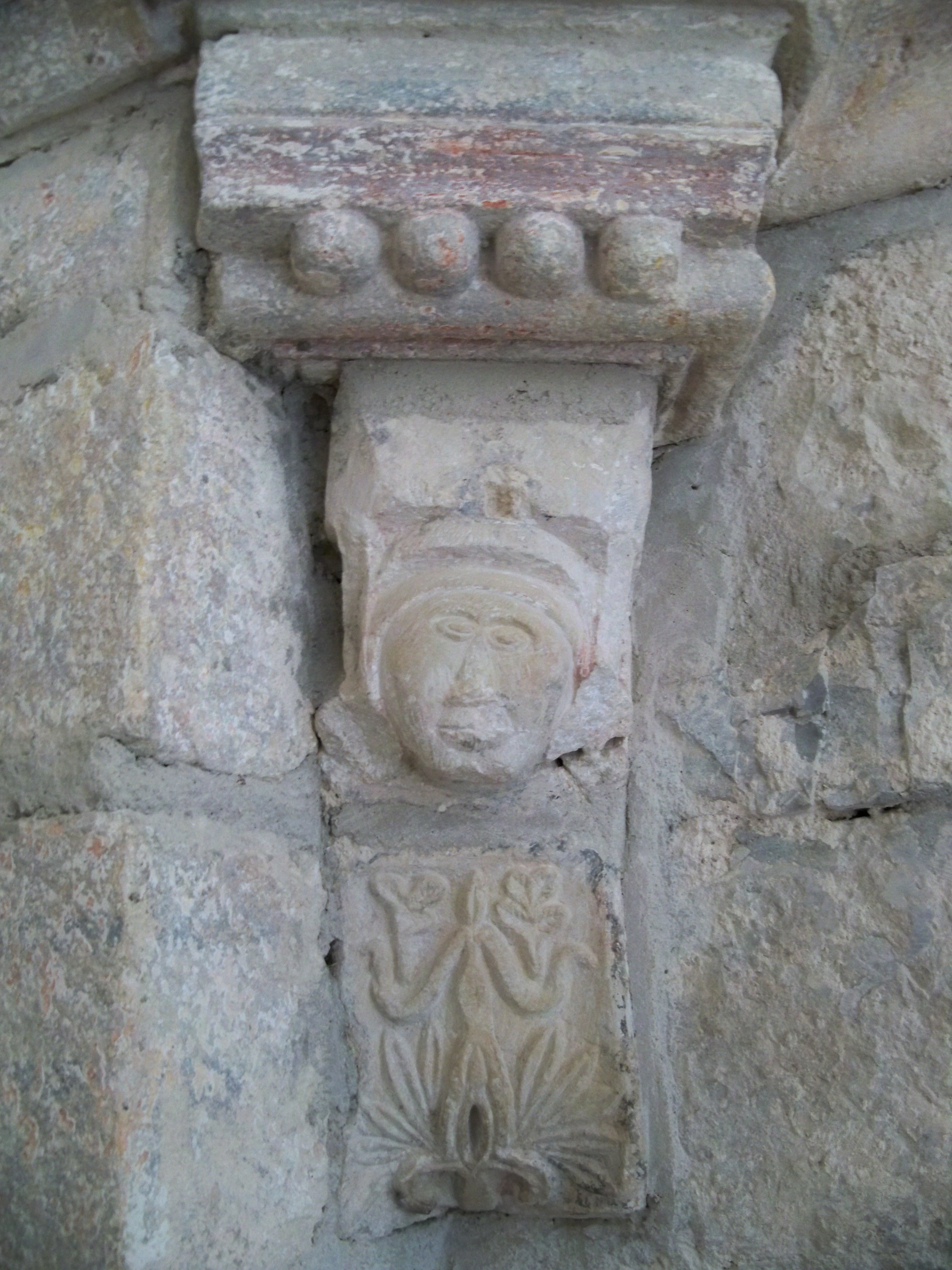
Figure féminine naissant de l'arbre de vie
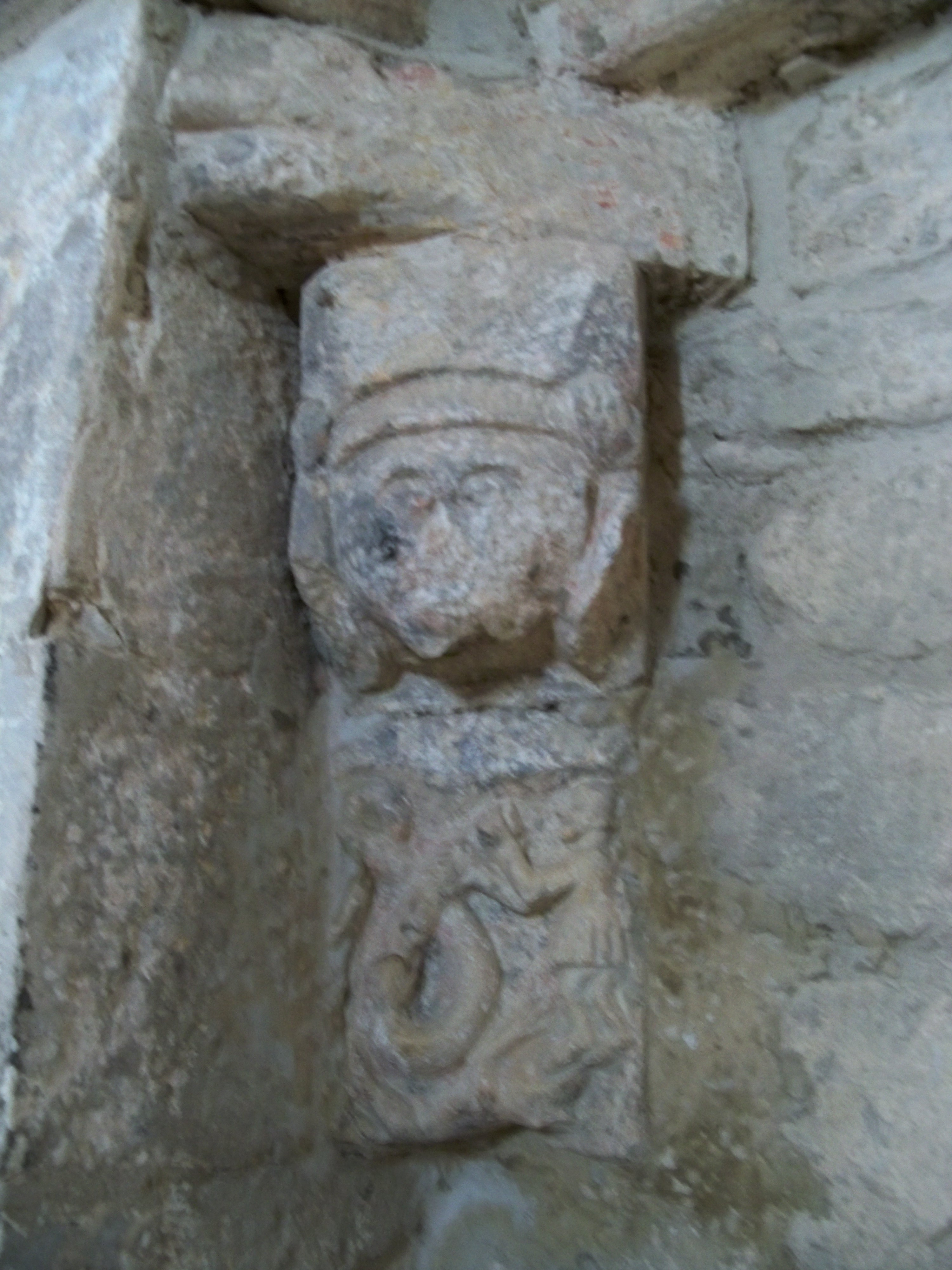
Serpent, symbole du Mal, lové sur lui-même

Ce lieu de culte fut désormais confié à la garde d'un ermite. Bientôt celui-ci signala des miracles et les consigna dans des procès-verbaux. La chapelle devient alors un lieu de pèlerinage très fréquenté. La tradition rapporte que les enfants mort-nés qui y étaient présentés reprenaient vie ou bénéficiaient d'un sursis suffisant pour pouvoir être baptisés après avoir montré signe de vie. Ce phénomène de répit ou suscitation était attesté aussi dans deux sanctuaires proches du Revest : la chapelle Notre-Dame de Beauvoir à Moustiers-Sainte-Marie et l'église Saint-Pantaléon au pied des monts de Vaucluse.  La statue de la Vierge noire disparut au XIXe siècle, très certainement volée, ce qui mit fin au rite de suscitation.

## Saints intercesseurs

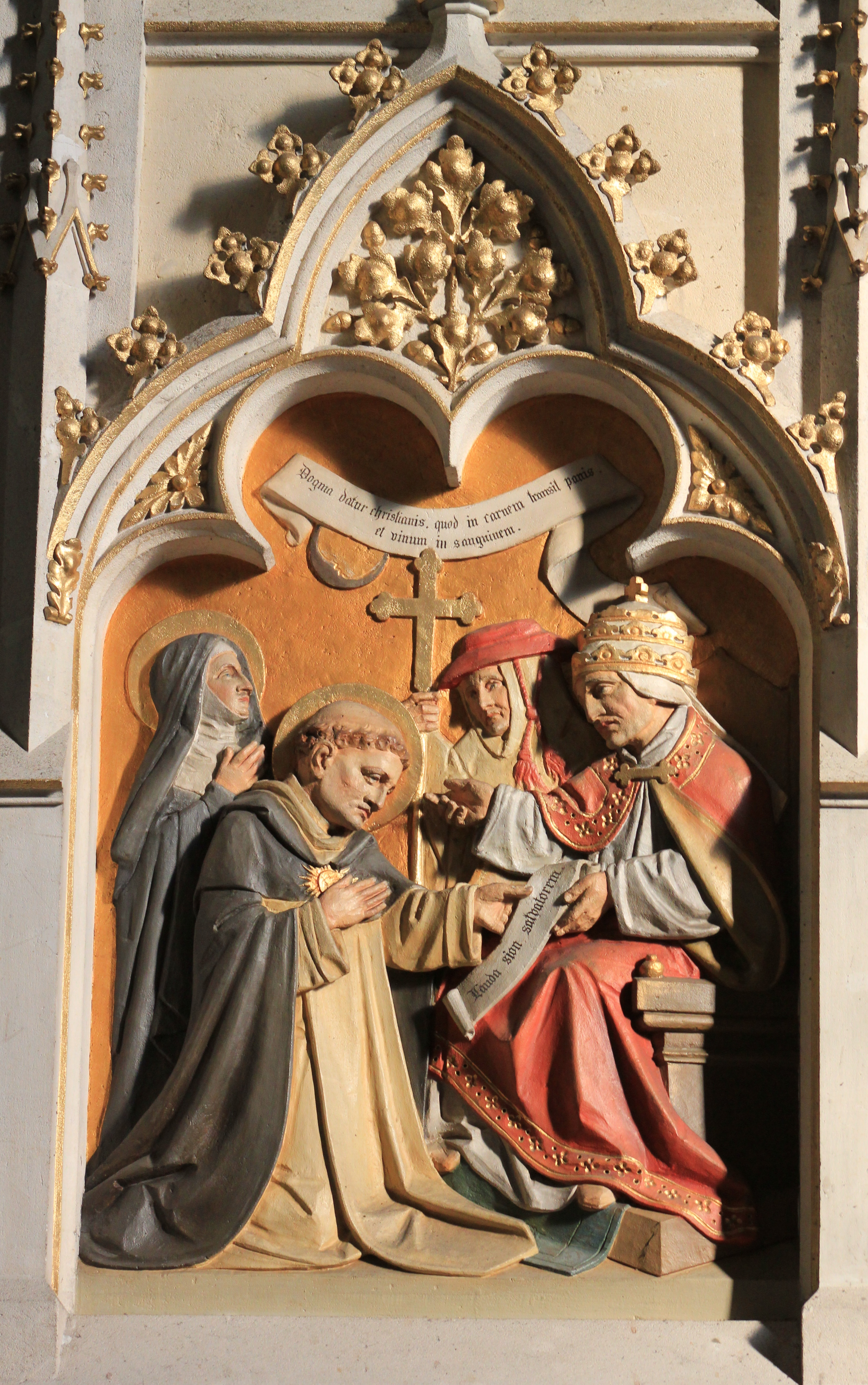
Thomas d'Aquin
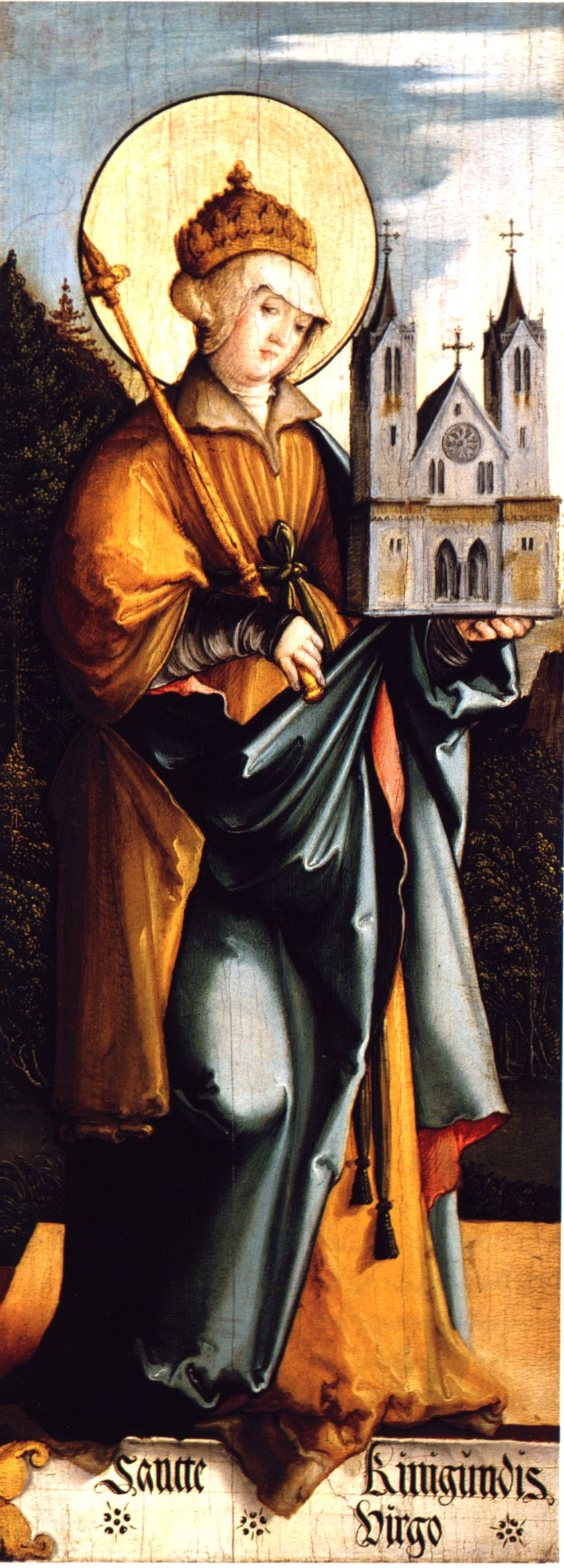
Sainte Cunégonde
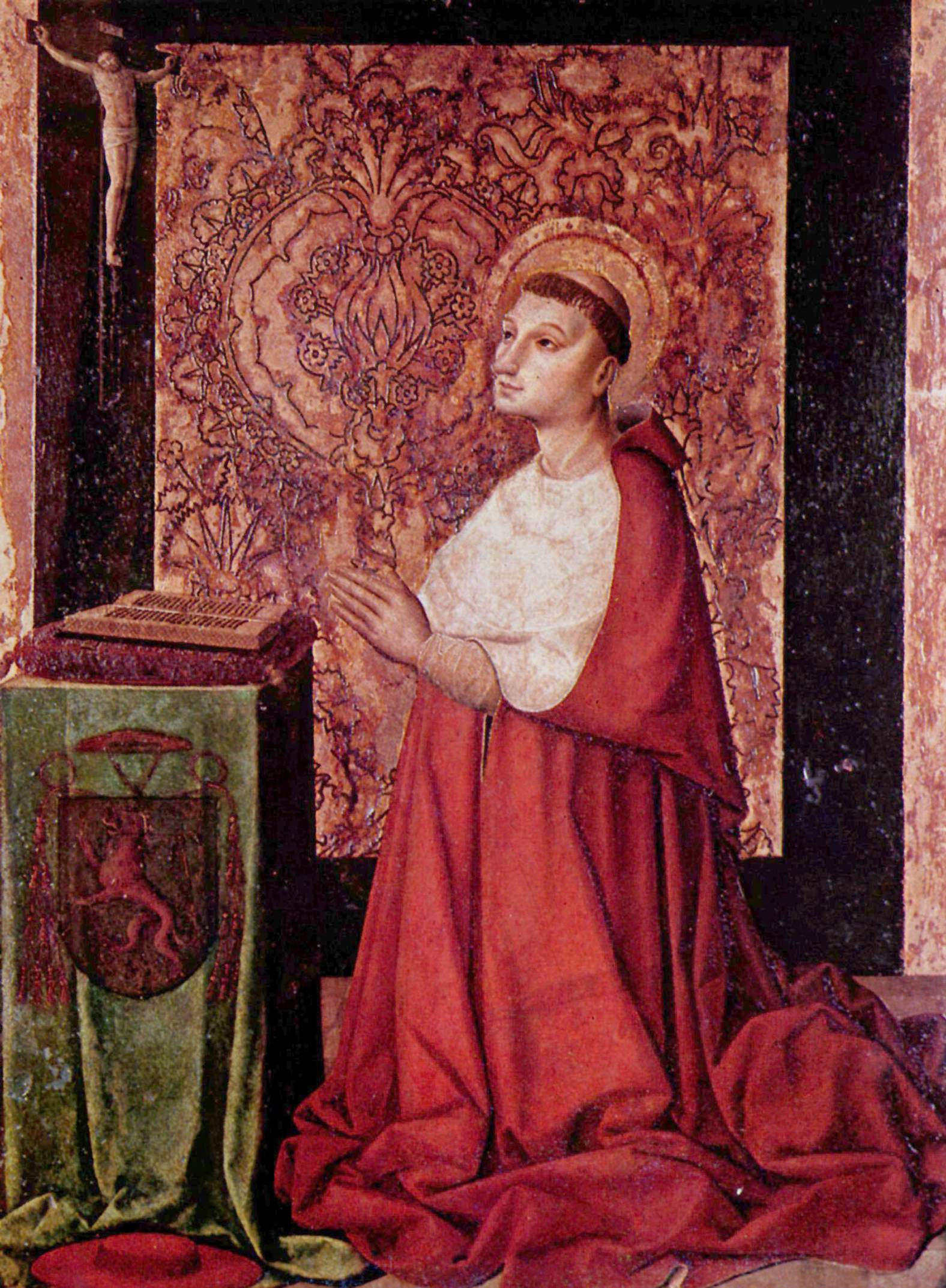
Pierre de Luxembourg
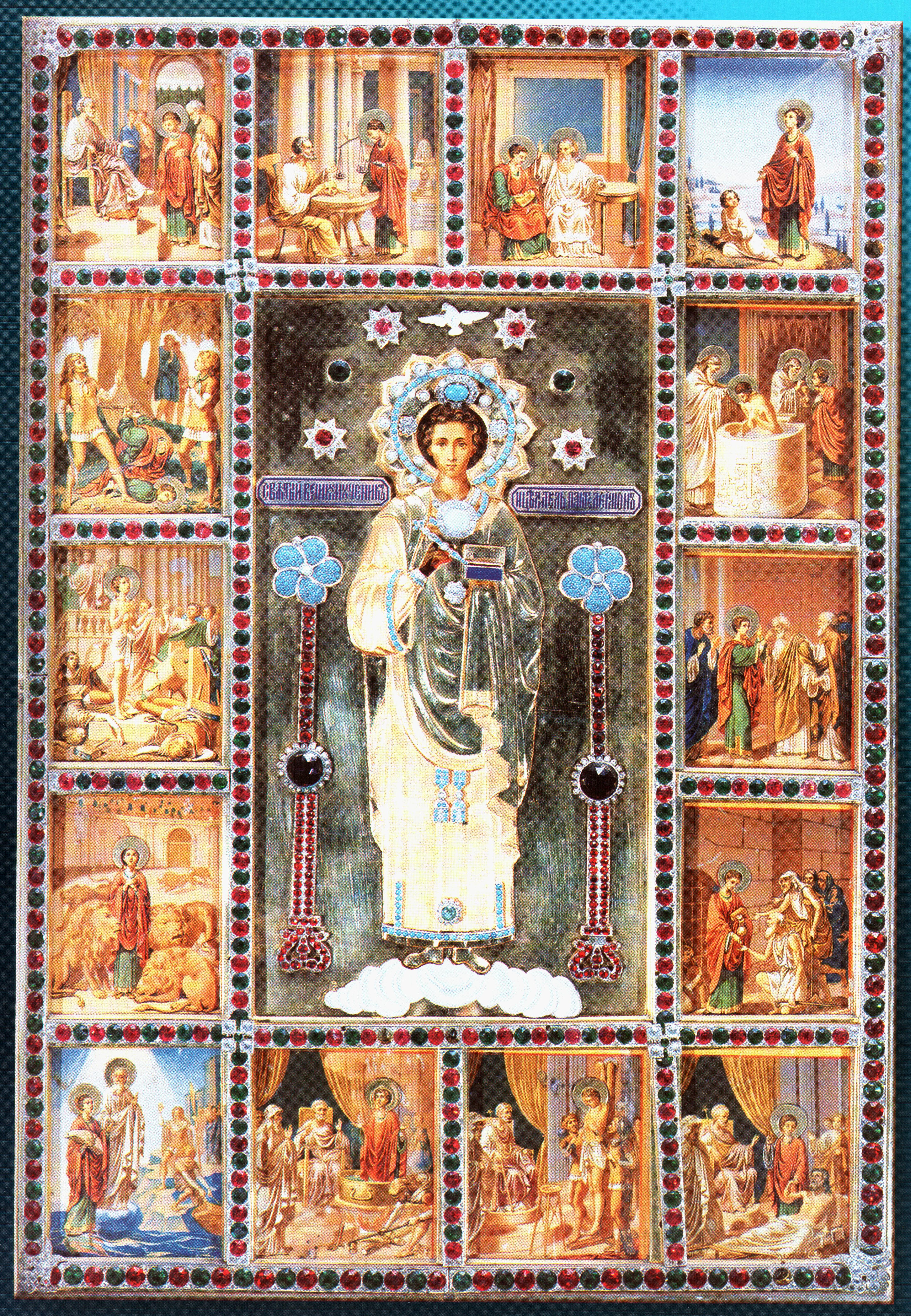
Saint Pantaléon
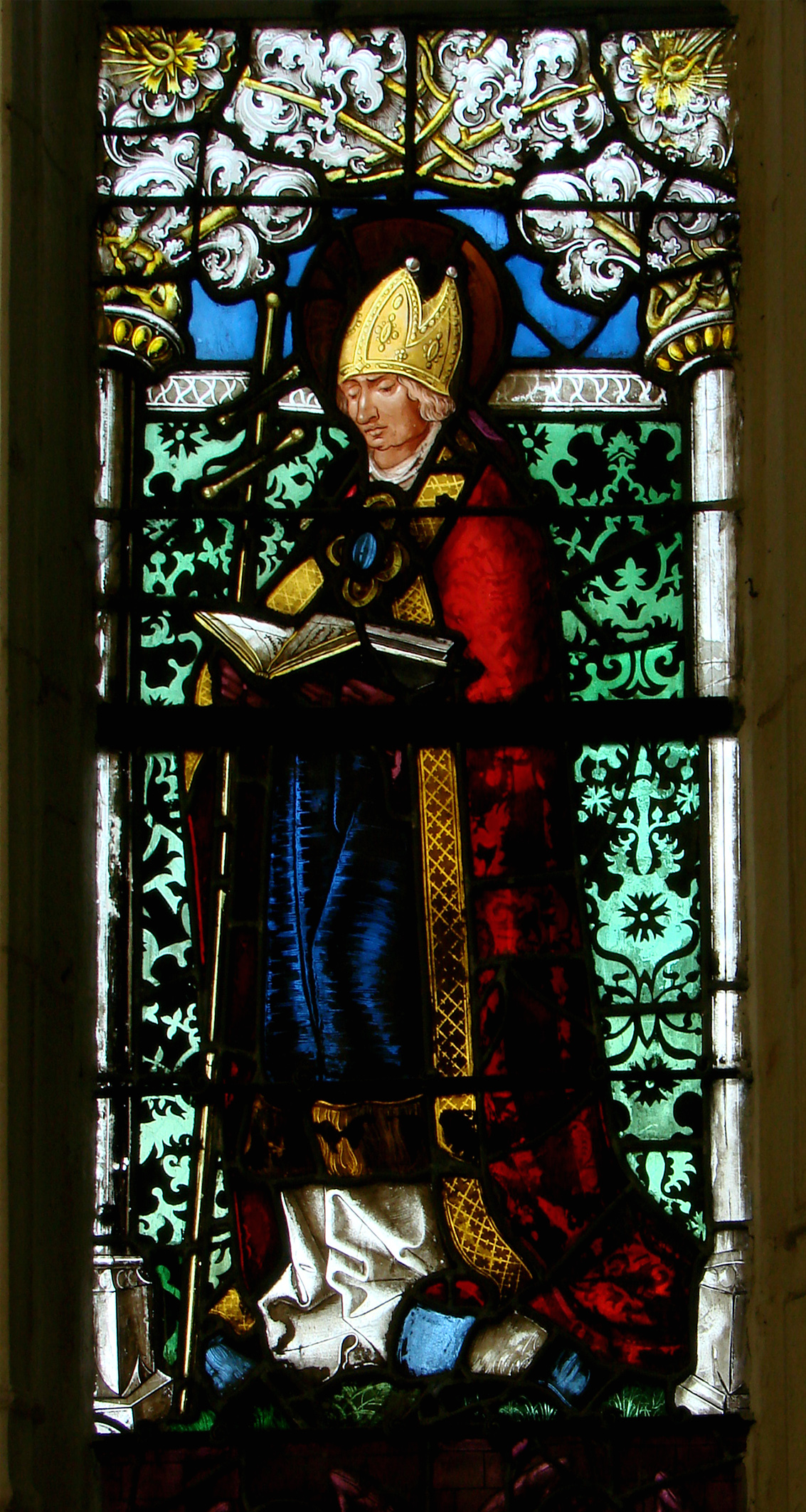
Saint Claude
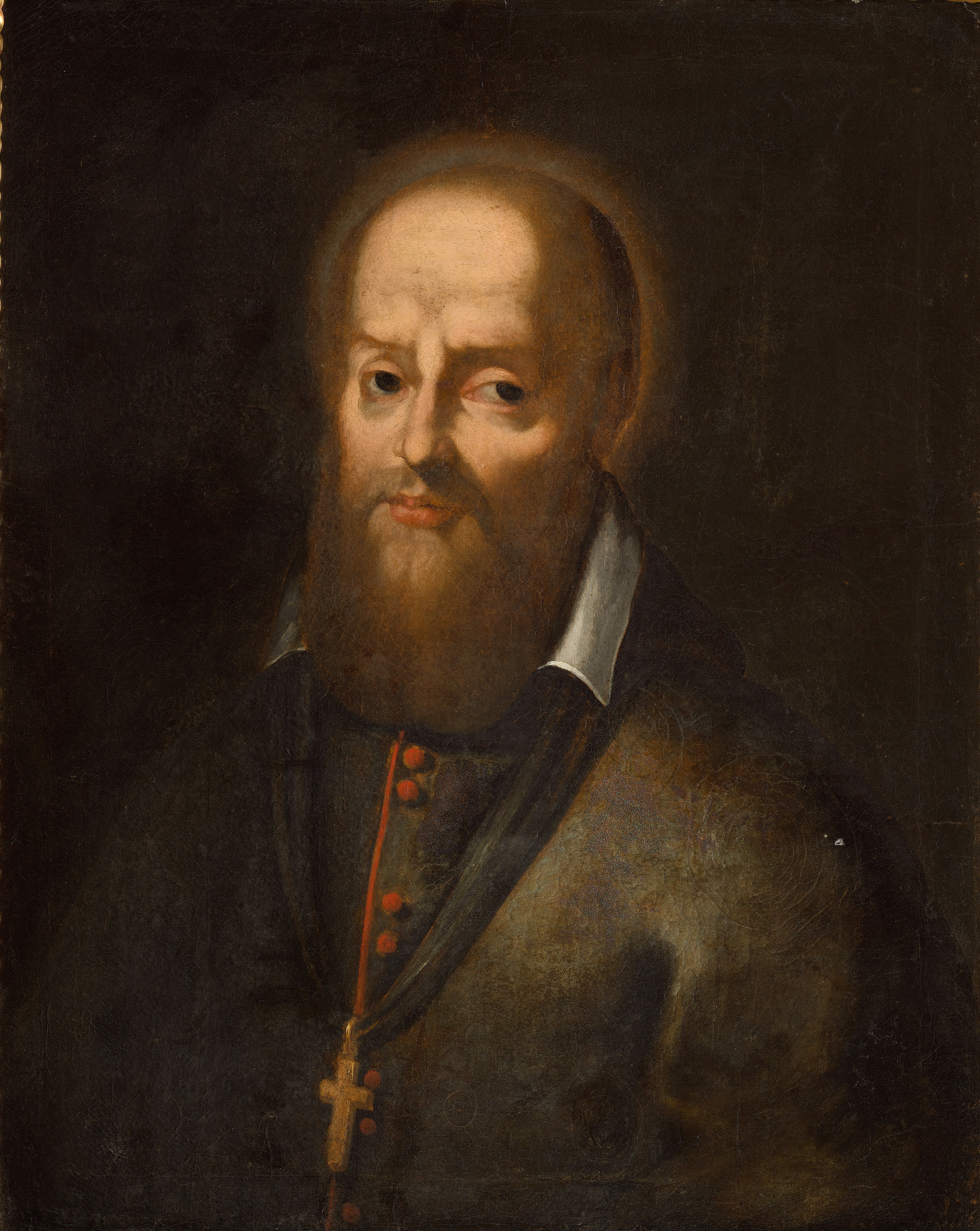
François de Sales
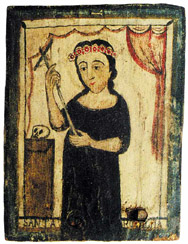
Sainte Rosalie
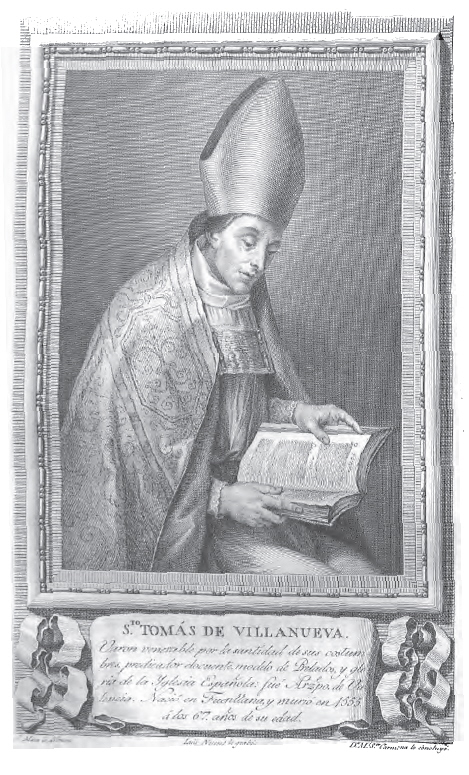
Thomas de Villeneuve

Dans la recherche d'un efficace répit, outre la cardinal Pierre de Luxembourg et François de Sales, dont les cultes étaient spécifiques au Comtat Venaissin et à la Savoie, le recours à des saints intercesseurs fut sollicité comme celui de saint Pantaléon des deux côtés des Alpes, mais aussi localement ou régionalement  ceux d'élus comme saint Étienne, sainte Cunégonde, saint Léonce, sainte Rosalie, saint Thomas de Villeneuve, saint Thomas d'Aquin, saint Viventius, saint Edme et saint Claude.

## L'attitude de l'Église face au répit

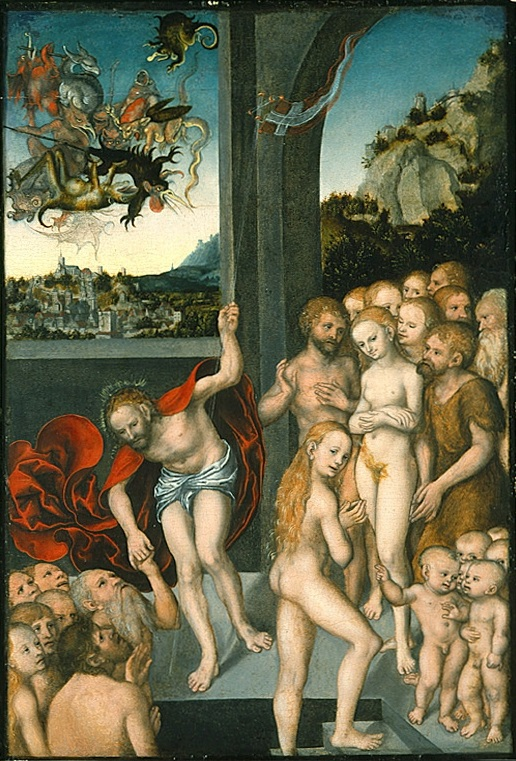
Les limbes, par Lucas Cranach l'Ancien, 1530

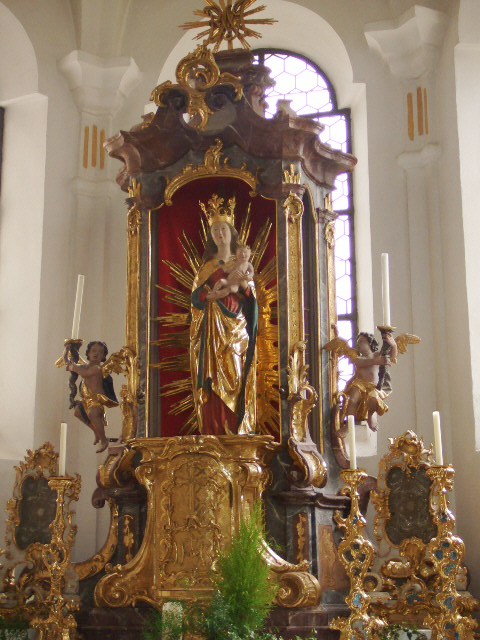
Vierge de l'église abbatiale d'Ursberg

Cette pratique de longue durée s'étala sur au moins sept siècles. Ce qui fait que des milliers de familles ont été concernées, « même s’il est évident que la plupart des mort-nés n’étaient pas portés au répit », précise Jacques Gélis. L'Église, elle-même, encouragea les répits à la fin du Moyen Âge en réaffirmant que seul le baptême pouvait assurer le salut. « C'est donc l'avancée de la christianisation, une pastorale plus exigeante, voire intransigeante et les restrictions apportées à la pratique de certains rites autour de la naissance, qui sont à l'origine du recours au répit. L'apogée de cette pratique se situe pendant la Réforme catholique, du Concile de Trente jusqu’à la fin du XVIIe siècle. »
Mais cette envolée, que l'Église crut un temps pouvoir contrôler, finit par lui échapper. Le magistère, fut à la fois débordé par la ferveur populaire et par l'activisme de certains ordres religieux. Les miracles purent et furent quelques fois provoqués pour assurer la réputation spirituelle du sanctuaire et asseoir sa richesse matérielle. La méfiance des autorités ecclésiastiques vis-à-vis des répits provoqua leur rejet. Suivant les époques et les lieux, les évêques condamnèrent ou tolérèrent leur pratique. Localement, il fut condamné par le synode de Langres de 1452 et le synode de Sens de 1524. Les évêques de Lyon (1577), de Besançon (1592 et 1656), de Toul (1658) dénoncèrent eux aussi ces répits, mais dans la pratique les fidèles passaient outre. L'interdiction du répit dans un sanctuaire réputé entraînait, soit des expositions dans des lieux de substitution, soit tout simplement la continuation de cette pratique mais en l'absence de tout procès-verbal dans le registre de ce lieu de culte. 
C'est seulement en 1729, après une succession massive de répits en Bavière et en Souabe, que la hiérarchie romaine émit une première condamnation, renouvelée quatre fois dans les années suivantes. Depuis le début du XVIIIe siècle, les prémontrés, qui étaient à Ursberg, en Souabe, voyaient leur sanctuaire, rayonner à plus de cent kilomètres. En 1750, la curie, voulant faire le point sur les conditions des répits dans ce grand sanctuaire, y envoya enquêter le bénédictin bavarois Eusebius Amort. C'était un théologien de renom. Il put assister à une suscitation qui se termina par un baptême sous condition. Même s’il fut ébranlé par ce qu’il venait de voir, il resta persuadé que la plupart des bébés miraculés restaient sans vie. S’appuyant sur les conclusions de son enquête, en 1755, Benoît XIV réitéra l'absolue nécessité de preuves manifestes. En particulier, fit-il remarquer, personne n’avait jamais observé de cris ou de gémissements, qui sont des signes indiscutables de vie. 
La position intransigeante de la papauté après 1729 fut plus ou moins bien relayée localement. Les évêques n’eurent pas un comportement unanime. Les pratiques traditionnelles perdurèrent en beaucoup d’endroits. Au XIXe siècle, les répits connurent une nouvelle de popularité, attestée par le grand nombre de tableaux et de vitraux qui représentent ce miracle ; mais la pratique déclina au fur et à mesure que la doctrine de l'Église se fit moins rigoureuse, au milieu du siècle avec le développement du culte marial (apparitions de la Vierge Marie à la Salette - Notre-Dame de la Salette - et à Lourdes), on nota un certain assouplissement. Néanmoins, les sanctuaires à répit périclitèrent face au développement du rationalisme. Les derniers sanctuaires à répit cessèrent d’être fréquentés au lendemain de la Première Guerre mondiale.
Désormais la question se pose de manière beaucoup moins vivace puisque le Vatican a rangé le concept de limbes comme une hypothèse théologique parmi d'autres. Le 20 avril 2007, la commission théologique internationale de l'Église catholique romaine déclare que les limbes reflètent une vue indûment restrictive du Salut, et ne peuvent pas être considérées comme une « vérité de foi ». Mais perdure le mystère de « cet être au destin brutalement interrompu, qui est né et mort au monde dans un même temps, et qui interpelle chacun sur ce qu'est l'espace d’une vie, sur ce qu'est la vie. »